# Сокал, Алан
А́лан Де́йвид Со́кал (англ. Alan David Sokal [ˈsoʊkəl]) — профессор математики в Университетском колледже Лондона и профессор физики в Нью-Йоркском университете. Исследования касаются статистической физики и комбинаторики. Широкой аудитории известен благодаря критике постмодернизма в науке, самым ярким проявлением которой стала «афера Сокала» в 1996 году.

## Исследования
Алан Сокал — сын радиоинженера Натана Сокала. В 1975 году отец и сын опубликовали первую совместную работу, предложив новый класс усилителей мощности сверхвысокочастотного диапазона — «класс Е». Понятие «класса Е» стало в своей области общепринятой, а статья 1975 года по сей день (декабрь 2012 года) остаётся самой цитируемой работой и отца, и сына, опережая «Нарушая границы: …». Самостоятельная исследовательская работа Сокала затрагивает такие дисциплины, как математическая физика и комбинаторика. В частности, он занимается междисциплинарными вопросами этих двух областей, которые формулируются в статистической механике и квантовой теории поля. В числе тем, затрагиваемых работами — алгебраическая теория графов, цепи Маркова, алгоритмы задач статистической физики.
В 1997 году, совместно с Ж. Брикмоном, опубликовал книгу «Интеллектуальные уловки», где критиковались ряд современных известных постмодернистских интеллектуалов и философов за некомпетентное и претенциозное употребление научных концепций и терминологии, а также исследовались проблемы эпистемологического релятивизма, в основном критиковалась идея о том, что современная наука есть не более, чем «миф», «повествование», или «социальная конструкция», ничем не выделяющаяся среди прочих.

## Афера Сокала
Широкой аудитории Сокал известен благодаря «афере Сокала» (1996). Сокала заинтересовало, сможет ли он в журнале «Social Text», среди объявляемых направлений которого присутствуют, в частности, постмодернизм, культурология, гендерные исследования и т. д., опубликовать статью, содержание которой бы «льстило идеологическим убеждениям редакторов». Он представил громкую и претенциозную, но абсолютно бессмысленную статью под названием «Нарушая границы: К трансформативной герменевтике квантовой гравитации». Статья представляла собой искусно написанную пародию на современные философские междисциплинарные исследования и была лишена какого-либо физического смысла. Журнал текст напечатал, а спустя некоторое время в журнале «Lingua Franca» Сокал признался, что статья была мистификацией и сопроводил замечанием, что уж лучше бы левые гуманитарии и представители общественных наук придерживались и опирались главным образом на здравый смысл. На критику со стороны «левых» и авторов, идентифицирующих себя с постмодернизмом, а также на обвинения в обмане Сокал отвечал, что главным мотивом его было «защитить саму „левую“ политику от внутреннего ультрамодного её сегмента».

## Цитаты
- Почему я это сделал? Признаюсь, что я — растерявшийся старый «левый», который никогда полностью не понимал, как деконструкция должна была помочь рабочему классу. А ещё я умудренный опытом учёный, наивно верящий, что существует внешний мир, что в нём существуют объективные истины об этом мире, и что моя работа состоит в том, чтобы выявить некоторые из них.
- Кстати, каждый, кто считает, что законы физики являются всего лишь социальными соглашениями, приглашается попробовать нарушить эти соглашения из окон моей квартиры (я живу на двадцать первом этаже).

## Книги
- Ален Сокал, Жан Брикмон. Интеллектуальные уловки. Критика философии постмодерна = Fashionable Nonsense. Postmodern Intellectuals' Abuse of Science. — Москва: Дом интеллектуальной книги, 2002. — 248 с. — 1000 экз. — ISBN 5-7333-0200-3.
- Bricmont J., Sokal A. Impostures intellectuelles, Odile Jacob, 1999.